# George Ivory (cầu thủ bóng đá)
George William Albert Ivory (21 tháng 4 năm 1910 - q1 1992) là một cầu thủ bóng đá người Anh thi đấu ở vị trí tiền đạo ở Football League cho Millwall và York City, ở bóng đá non-League cho Sheppey United và Sittingbourne và từng đầu quân cho Tottenham Hotspur mà không có một trận quốc nội nào.